# Sea Slug
Le Sea Slug (Limace de mer) était un missile surface-air britannique de première génération, conçu par Armstrong Whitworth (appartenant ensuite à Hawker Siddeley), pour être utilisé par la Royal Navy. Il entra en service opérationnel dans les années 1960 et était toujours en activité lors de la guerre des Malouines.
Ce missile avait pour but d'engager les cibles volant à haute altitude, tels les avions de reconnaissance ou les bombardiers avant qu'ils ne larguent leurs bombes à distance de sécurité. Des améliorations futures lui permirent d'être également utilisé contre des navires.

## Histoire
Les travaux sur ce qui allait devenir le « Sea Slug » commencèrent en 1949, d'après le « stage-1 » (niveau 1) du programme après-guerre de missiles de la marine britannique.
L'arme avait pour objectif d'intercepter les bombardiers à haute altitude avant qu'ils n'aient eu le temps de larguer leurs bombes (potentiellement des armes nucléaires). La conception faisait appel à un ancien programme de la compagnie Fairey Aviation Company, connu sous le nom de « LOPGAP », pour Liquid Oxygen / Petrol Guided Anti-aircraft Projectile : projectile guidé anti-aéronefs / essence-oxygène liquide. Un Victory ship de la Royal Fleet Auxiliary converti en navire d'expérimentations est utilisé pour les essais, le RFA Girdle Ness. La différence principale avec le projet original venait du fait qu'il utilisait un lanceur triple.
La première version du Sea Slug, le Sea Slug Mk.I, entra finalement en service en 1961 sur les destroyers de classe County construits à huit unités, chacun équipé d'un seul lanceur double approvisionné à 30 missiles.

## Caractéristiques
Le missile était entouré de 4 boosters (accélérateurs à poudre) qui se séparaient juste après le lancement. La propulsion principale était par le moteur-fusée à ergols liquides du missile lui-même.
Les 4 accélérateurs du missile, positionnés sur l'avant du missile, étaient le fruit d'une conception pour le moins inhabituelle. Ils permettaient cependant de fournir une accélération efficace, et leurs tuyères orientées à 45 degrés imprimaient au missile un mouvement de rotation lente sur lui-même, ce qui permettait de gommer les effets de potentielles différences de poussées produites par chacun des 4 boosters. Cette particularité était responsable de la disparition des larges plans stabilisateurs que l'on trouvait habituellement à l'époque sur les autres modèles de missiles, tels des Bristol Bloodhound de la Royal Air Force ou les Thunderbird's de l'armée britannique. Les surfaces de contrôle du missile s'activaient une fois les boosters séparés du fuselage de ce dernier.
Le guidage était assuré par radio (suivi de faisceau), le faisceau radio étant fourni par le radar de contrôle de tir Type 901. Le missile pouvait voler selon 3 modes différents :
- LOSBR : (Line Of Sight, Beam Riding : champ de vision, suivi de faisceau). Le missile suit le faisceau alors qu'il est aligné sur une cible.
- CASWTD : (Constant Angle of Sight With Terminal Dive : angle de vision constant, plongée finale). Le missile grimpe à un angle faible constant et plonge sur une cible à basse altitude.
- MICAWBER : (Missile In Constant Altitude While BEam Riding : missile à altitude constante pendant le suivi de faisceau). Similaire au mode CASWTD, but avec un vol plané en pente légère lors de la phase terminale du guidage. Grâce à cette particularité, la version Mk.II du missile pouvait engager des navires de faibles dimensions. En pratique, cette utilisation du missile souffrait de nombreux défauts, en particulier le parasitage causé par la surface de la mer sur les ondes émises par le système de guidage (échos et réflexions parasites).

Pour son époque, le Sea Slug était une arme très performante, avec un taux de coup au but de 92 %. Il fut pourtant limité dans ses applications par la complexité de sa mise en œuvre, les ergols liquides de son moteur principal étant une source de dangers potentiels et nécessitant des procédures bien spécifiques pour être utilisés convenablement. Un autre problème venait du fait que les navires équipés de ce missile ne possédaient qu'un seul radar de contrôle de tir, ce qui impliquait qu'un seul missile pouvait être tiré à la fois, donc contre une seule cible à la fois. Le missile avait pourtant été prévu pour être tiré par groupes de deux contre une seule cible, si cela était jugé nécessaire.

## Carrière opérationnelle

### Royal Navy
Les huit destroyers de la classe County furent spécifiquement conçus pour emporter le Sea Slug et ses équipements de contrôle associés. Le stock de munitions était disposé à mi-longueur du navire, et les trente missiles étaient assemblés dans une galerie centrale placée en avant de ce stock, avant d'être montés sur le lanceur de la passerelle. Les manipulations avaient été conçues pour pouvoir être effectuées en environnement de contamination nucléaire et étaient entièrement réalisables à couvert.
Il est envisagé en 1951 de convertir le porte-avions HMS Formidable (67) et certains de la classe Majectic en croiseurs lance-missiles avec deux lanceurs triple Sea Slug. Les plans ont été abandonnés car, bien que les navires soient très importants, ils ne pouvaient transporter que 53 missiles pour chaque lanceur en raison de problèmes de stabilité. Chiffre jugés insuffisant devant la menace d'attaque de saturation d'avions ennemis.
Lors de la guerre des Malouines, seuls deux destroyers de cette classe étaient en service actif et le missile ne fut utilisé qu'une seule fois, par le HMS Antrim (D18) (en), contre une cible aérienne qu'il manqua d'ailleurs lamentablement. Ce fut une action surprenante de la part de la Navy, elle qui considérait alors déjà le missile comme étant obsolète, et le missile ayant été tiré contre un avion volant très bas, ce qui sortait du domaine d'emploi de l'arme. Sous le coup de la colère de la Navy, un autre fut tiré contre un radar argentin de la base aérienne de Port Stanley, que la RAF n'avait pas réussi à détruire. Au cours d'un bombardement côtier depuis le large, le HMS Glamorgan chercha la dernière position connue de ce radar par triangulation et lui lança un Sea Slug. Il en tira ensuite plusieurs autres afin de couvrir la piste d'aviation de plusieurs débris, ce qui aurait dû entraver toute tentative de décollage ou d'atterrissage depuis cet endroit. Le vrai résultat de cette action, s'il y en eut un, n'est pas connu, mais il semblerait que ce feu d'artifice improvisé ait permis de regonfler le moral des troupes alors en activité à terre.
Le Sea Slug fut retiré du service en même temps que les navires County qui le tiraient furent déclassés. Le HMS Fife (D20) (en) fut reconverti en navire d'entraînement et ses systèmes Sea Slug furent démontés, ce qui offrit de larges espaces pour créer des salles de cours.

### Armada de Chile
Quelques-uns des destroyers de la classe County furent revendus à la marine chilienne. Le missile fut déclassé juste après que ces 4 navires aient été reconditionnés et vendus au Chili, au début des années 1990.

## Versions

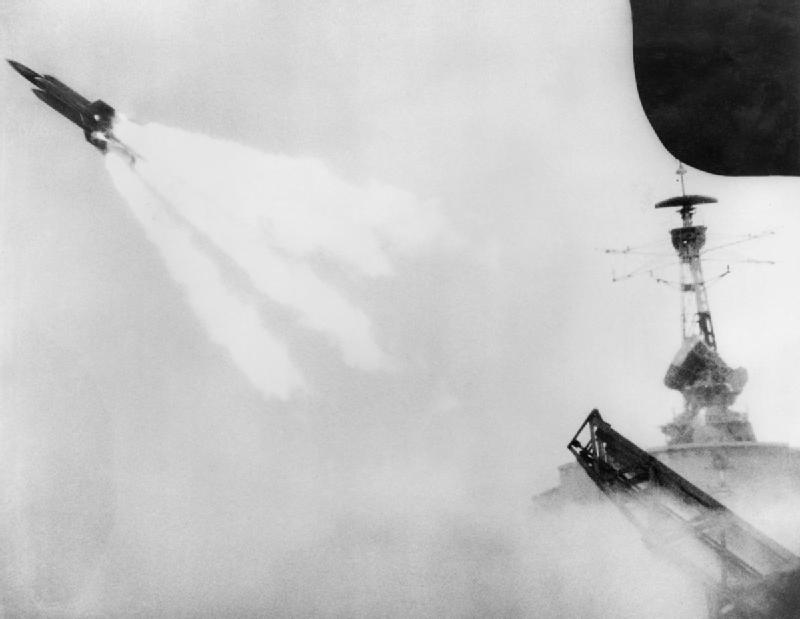
Tir du premier missile Sea Slug d'essais, depuis le navire de la Royal Navy Girdle Ness le 10 septembre 1956.

Il existait deux versions principales du Sea Slug :

### Mark 1 (GWS.1)
Le Sea Slug Mk.I, première version du missile, était propulsé par le moteur-fusée à ergols liquides NK.1, et son décollage assisté par des boosters de type Gosling. Il était doté d'une charge militaire de 91 kg, agissant par souffle et commandée par une fusée de proximité radio.
Le Mark.1 était un missile de type « beam rider » (cavalier sur faisceau), ce qui signifiait que la cible devait être continuellement illuminée par le radar de guidage pendant la course du missile. En conséquence, le nombre de cibles qui pouvaient être engagées en même temps était directement lié au nombre de radars de contrôle de tir que possédait le navire (généralement un seul).

### Mark 2 (GWS.2)
Le Sea Slug Mk. II était basé sur le programme avorté de missile anti-navire « Blue Slug », qui devait employer le missile Sea Slug et son système de guidage. Ce projet fut abandonné en faveur d'un autre, le « Green Cheese », mais d'autres études furent intégrées dans ce qui allait devenir le Mark.2.
Entré en service en 1965, il était doté de performances améliorées à basse altitude, ainsi que d'une capacité limitée à engager les navires. Il employait un système de guidage semi-actif, ce qui lui permettait d'être lancé sur une cible en mêmetemps que le radar en accrochait plusieurs autres. Il était initialement propulsé par le moteur Foxhound  (plus tard remplacé par le Deerhound) et équipé de boosters de type Retriever.
Le contrôle de la trajectoire se faisait via un radar Type 901M modifié et le déclenchement de sa charge militaire était assuré par une fusée de proximité à infrarouges. Cette charge militaire était du type à fragmentation annulaire, d'un poids diminué à 25 kg, et constituée d'un pénétrateur en acier et de câbles enroulés en spirale qui se déploient lors de l'explosion de la charge.

### Version nucléaire (non produite)
En supplément des deux autres versions, il était prévu de concevoir une version nucléaire du Sea Slug, employant une tête nucléaire à fission de faible puissance, dénommée Winkle.
Winkle ne vit jamais le jour, cette dernière ayant été rapidement dépassée en performances par Pixie, une très petite tête nucléaire constituée d'un cœur au plutonium ayant été testée à Maralinga. Elle fut finalement remplacée par Gwen, une version anglaise de la tête nucléaire américaine W54 Gnat, d'une puissance allant de 0,5 à 2 kT. Le choix final s'arrêta finalement sur Tony, une version anglaise de la W44 Tsetse, mais toutes les options nucléaires pour le Sea Slug furent abandonnées et aucune de ces versions ne fut produite.

## Utilisateurs
- Royaume-Uni
- Chili